# Ljubotići
Ljubotići är ett samhälle i Bosnien och Hercegovina.   Det ligger i entiteten Federationen Bosnien och Hercegovina, i den södra delen av landet, 80 km sydväst om huvudstaden Sarajevo. Ljubotići ligger 439 meter över havet och antalet invånare är 886.
Terrängen runt Ljubotići är huvudsakligen kuperad, men åt sydost är den platt.Närmaste större samhälle är Kočerin, 3,5 km sydväst om Ljubotići. 
Omgivningarna runt Ljubotići är en mosaik av jordbruksmark och naturlig växtlighet. Runt Ljubotići är det ganska tätbefolkat, med 93 invånare per kvadratkilometer.